# Hanna Klimek
Hanna Danuta Klimek (ur. 1964) – polska ekonomistka i nauczyciel akademicki. Zainteresowania naukowe: ekonomika transportu, funkcjonowanie i rozwój portów morskich, rynki usług portowych, konkurencyjność portów morskich, polityka portowa, logistyka.

## Życiorys
Stopień naukowy doktora nauk ekonomicznych (specjalność: ekonomika i organizacja transportu) otrzymała 16 marca 1995 na podstawie dysertacji Metody badania ekonomicznej efektywności inwestycji w portach morskich na Wydziale Ekonomicznym Uniwersytetu Gdańskiego (UG). W 2005 została kierownikiem Zakładu Handlu Morskiego w Instytucie Transportu i Handlu Morskiego na Wydziale Ekonomicznym UG.
Na podstawie oceny ogólnego dorobku naukowego i przedstawionej rozprawy habilitacyjnej pod tytułem Funkcjonowanie rynków usług portowych uzyskała 21 listopada 2011 stopień naukowy doktora habilitowanego nauk ekonomicznych. Została profesorem nadzwyczajnym Wydziału Ekonomicznego UG.
Jest autorką lub współautorką kilku książek, kilkudziesięciu artykułów i referatów z zakresu funkcjonowania i rozwoju portów morskich, rynków usług portowych, konkurencyjności portów morskich, planowania strategicznego w portach, centrów logistycznych w portach morskich i polityki portowej. Należy do gdańskiego oddziału Polskiego Towarzystwa Ekonomicznego.

## Wybór publikacji
- (współautorka): Organizacja i eksploatacja portów morskich. Poręcznik do ćwiczeń. Wydawnictwo Uniwersytetu Gdańskiego, 1998
- (współautorka): Wspólna europejska a polska polityka morska. Wydawnictwo Uniwersytetu Gdańskiego, 2007
- (współautorka): Biznes elektroniczny, gospodarka globalna, transport i handel morski. Uniwersytet Gdański, 2009
- (współautorka): Kierunki rozwoju polskiego transportu morskiego - programy i rzeczywistość. Fundacja Rozwoju Uniwersytetu Gdańskiego, 2010
- (współautorka): Polski rynek usług transportowych. Funkcjonowanie - przemiany - rozwój. Polskie Wydawnictwo Ekonomiczne, 2012